# Рейд (фильм)
«Рейд» (индон. Serbuan maut — дословно — «Вторжение смерти» или англ. The Raid: Redemption — дословно — «Внезапное нападение: Искупление») — индонезийский кинофильм режиссёра Гарета Эванса, вышедший на экраны в 2011 году.
Сиквел вышел в 2014 году.

## Сюжет
В трущобах Джакарты стоит многоквартирное тридцатиэтажное жилое здание, которое служит офисом и домом для влиятельного наркоторговца по имени Тама Рияди, десять лет в это здание не входила полиция, оно стало приютом для разыскиваемых преступников, все попытки конкурентов наркоторговца штурмовать здание провалились.
Скрытый под покровом предрассветной темноты отряд полиции, состоящий большей частью из новобранцев, пытается совершить захват криминального логова в попытке добраться до верхнего этажа и ликвидировать главного наркобарона. На входе в здание команда захватывает местного жителя, доктора. Но один из бойцов, Рама, отпускает его в дом, считая, что тот создает впечатление хорошего человека.
Случайное столкновение с ребенком рассекречивает силовиков (новость об их нападении достигает наркобарона), здание запирается, гаснет свет, а все выходы заблокированы. Бандиты уничтожают полицейское прикрытие на улице и часовых на нижних этажах. По коридорам здания носятся толпы головорезов, жаждущие уничтожить непрошеных гостей. Оказавшись на шестом этаже, не имея выхода, спецназовцы должны пробивать себе путь, чтобы выжить.
Спецназовцы попадают в ловушку на тёмной лестнице. Выстрел, произведённый одним из полицейских, освещает площадку, после чего спецназовцы оказываются под огнём. С потерями им удаётся отступить в одну из комнат. Прорубив деревянный пол, они попадают на пятый этаж. Продолжая терять людей, спецназ решает взорвать комнату и коридор, чтобы уничтожить напирающих бандитов. В живых остаются немногие — Рама, Дагу, раненый Бово, сержант Джако и лейтенант. Они решают разделиться — Рама с раненым отправляется к врачу, встреченному на входе в здание, чтобы тот укрыл его у себя. Их чуть не обнаруживает один из головорезов наркобарона. Оставив раненого у врача, Рама натыкается на группу бандитов и после упорного боя уничтожает её.
Джако, Дагу и лейтенант отправляются за наркобароном, чтобы взять его в заложники и под его прикрытием выйти из здания. Джако сомневается в законности операции и считает, что лейтенант её сам спровоцировал. Выясняется, что об операции никто из других полицейских не знает, и подкрепления не будет. В это время на группу нападает Бешеный Пёс, первый помощник босса. Сержант приказывает Дагу охранять лейтенанта и уходить. Бешеный Пёс уводит сержанта в свою комнату и говорит, что предпочитает честный, рукопашный бой. Бой один на один стал для Джако последним — Бешеный Пёс сворачивает ему шею.
Рама встречается в здании со вторым помощником наркобарона — Энди. Оказывается, Энди является братом Рамы, которого тот не видел несколько лет. Энди решает узнать обстановку в здании и вывести Раму. Он отправляется к барону на встречу, но барон уже узнал, что Энди его предал — он видел, как Энди уводил Раму, через камеры, которые находятся на всех этажах. Он отдает Энди на избиение Бешеному Псу.
Рама, выйдя из очередной ловушки, встречается с оставшимися спецназовцами и говорит им, что Джако мертв. Рама сообщает свой план — захватить барона и с помощью него выбраться из здания, и они с боем начинают прорываться к барону. В одной из комнат он видит своего брата, которого избивает Бешеный Пес. Отправив Дагу с лейтенантом дальше, Рама заходит в комнату помочь ему.
Бешеный Пёс, увидев Раму, освобождает Энди. Он даёт понять, что собирается устроить бой с ними двумя одновременно. Братья с огромным трудом и почти что случайно (разбив светильник и всадив обломок стекла в шею бандиту) убивают Бешеного Пса. Однако каждый из них по нескольку раз был на грани смерти.
В это время лейтенант и Дагу с боем прорываются к барону. Лейтенант приказывает Дагу надеть на него наручники и, когда тот это делает, убивает его. Затем он, прикрываясь бароном, выходит из здания, но его замечают Энди и Рама. Лейтенант стреляет по ним, но промахивается. Начинается диалог между наркобароном и лейтенантом, в котором выясняется, что полицейское командование заранее сообщило наркобарону о рейде — он даёт взятки начальству лейтенанта. И что лейтенант обречен в любом случае, так как его прислали в здание, чтобы от него избавиться. Взбешённый словами барона, лейтенант убивает его и собирается пустить себе пулю в голову, но у него закончились патроны.
В конце фильма Энди выводит из здания Раму, арестованного лейтенанта и раненого Бово. На выходе они прощаются, Рама пытается уже во второй раз убедить брата вернуться с ним, но тот снова даёт ему понять, что у Рамы своя жизнь, а у Энди — своя.

## В ролях
- Ико Ювайс — Рама
- Джо Таслим — Джако
- Донни Аламсьях — Энди
- Пьер Груно — лейтенант Вахью
- Яян Рухьян — Бешеный Пёс
- Рэй Сахетапи — наркобарон Тама
- Тегар Сатриа — Бово
- Ианг Дармаван — Гофар
- Эка Рахмадиа — Дагу
- Ананда Джордж — Ари
- Верди Солайман — Буди

## Награды
- 2011 — Приз зрительских симпатий в категории «Полуночное безумие» на кинофестивале в Торонто.
- 2012 — приз «Серебряный крик» на Амстердамском фестивале фантастических фильмов.
- 2012 — призы критиков и зрительских симпатий на Дублинском кинофестивале.

## Прокат
Компания Sony Pictures Worldwide Acquisitions получила права на распространение этого фильма в США и заказала Майку Шиноде (Linkin Park) и Джо Трапанезу создание нового музыкального сопровождения к фильму. Права на показ на других территориях получили Alliance (Канада), Momentum (Великобритания), Madman (Австралия), SND (Франция), Kadokawa (Япония), Кох (Германия), HGC (Китай), Calinos (Турция) и «Вольга» (Россия). Предложения были также сделаны дистрибьюторам из Скандинавии, странам Бенилюкса, Исландии, Италии, Латинской Америки, Кореи и Индии, когда фильм показывали на Международном кинофестивале в Торонто.
Фильм собрал более 9 млн долларов в мировом кинопрокате, из них 4 105 187 $ в США, 1 635 868 $ в Великобритании и 1 211 887 $ во Франции, а также 120 659 $ в России.
Через несколько месяцев после того, как Sony получила права на распространение этого фильма в США, её дочерняя компания Screen Gems приступила к переговорам о том, чтобы сделать голливудский ремейк фильма.

## Критика
После премьеры на Международном кинофестивале в Торонто (TIFF) критики и зрители сошлись во мнении, что «Рейд» является одним из лучших боевиков за последние годы.